# Шавров, Иван Егорович
 Ива́н Его́рович Шавро́в  (14 (27) марта 1916 — 29 апреля 1992) — советский военачальник, генерал армии (1973). Профессор (1977).

## Биография
Родился в семье крестьянина в деревне Шабуни Витебской губернии, ныне в составе Витебского района Витебской области Белоруссии. Из крестьян. Белорус.
В 1931 году окончил семилетнюю школу. В этом же году скончался отец, и Иван уехал в Витебск. В 1933 году окончил школу фабрично-заводского ученичества. С 1933 года работал слесарем-монтажником на витебском заводе «Коминтерн». Одновременно учился на вечернем рабфаке.

### Довоенная служба
В ноябре 1935 года был призван в Красную Армию. Направлен в Орловскую бронетанковую школу (с 1937 года — Орловское бронетанковое училище имени М. В. Фрунзе), окончил в 1938 году. За отличное окончание училища ему в порядке исключения при выпуске было присвоено звание старшего лейтенанта. было С июня 1938 года служил командиром взвода в 31-м механизированном полку в Особой Краснознамённой Дальневосточной армии на Дальнем Востоке. Вскоре стал командиром роты. В условиях быстрого роста бронетанковых войск и нехватки командиров, всего через год, в сентябре 1939 года, был направлен на учёбу в Военную академию механизации и моторизации РККА имени И. В. Сталина, окончив её в 1941 году.

### Великая Отечественная война
Практически всю Великую Отечественную войну Шавров прошёл в составе действующей армии. Прибыл на фронт в июне 1941 года, не успев сдать государственные экзамены. Был адъютантом старшим (начальник штаба) танкового батальона в 63-й танковой бригаде (с августа 1941 — 121-я танковая бригада), с августа 1941 —  помощником начальника штаба бригады по разведке, с февраля 1942 — заместителем начальника штаба по оперативной работе, с июля 1942 — начальником штаба этой же танковой бригады на Брянском, Юго-Западном и Южном фронтах. Участвовал в битве за Москву и кровопролитных оборонительных боях лета-осени 1942 года на южном направлении.
С октября 1942 года в должности начальника оперативного отдела штаба управления командующего бронетанковыми и механизированными войсками Донского фронта участвовал в Сталинградской битве. С февраля 1943 года — начальник оперативного отдела штаба формировавшейся 4-й танковой армии.
С июня 1943 года до конца войны — начальник штаба 19-го танкового Краснознамённого Перекопского корпуса. В составе корпуса воевал на Центральном, 4-м Украинском, 1-м Прибалтийском и 2-м Прибалтийском фронтах. Принимал участие в оборонительной операции на северном фасе Курской дуги в Курской битве. В ходе Мелитопольской операции 19-й танковый корпус был введён в прорыв южнее Мелитополя, стремительно вышел по тылам немецких войск к Перекопскому перешейку и ворвался в Крым, захватив плацдарм за Турецким валом. Будучи окруженным врагом, корпус четыре дня вёл бой в полном окружении, потеряв все танки. Но когда направленная на выручку танковая бригада не смогла соединиться с ним, танкисты в пешем строю нанесли удар с тыла и не только соединились с главными силами, но ещё и удержали полностью весь плацдарм, сыгравший огромную роль в освобождении Крыма. О значении этих боёв говорит тот факт, что в самый критический момент борьбы в окружении по радио в корпус был передан приказ Верховного Главнокомандующего И. В. Сталина о присвоении командиру корпуса Васильеву И. Д. звания Герой Советского Союза и о представлении к награждению орденами всего личного состава корпуса. За эти бои 13 ноября 1943 года Шавров был представлен к званию Героя Советского Союза, однако командующий фронтом Ф. И. Толбухин понизил статус награды до ордена Суворова 2-й степени.
В ноябре 1943 — январе 1944 в составе корпуса участвовал в боях по уничтожению Никопольского плацдарма врага. Затем корпус был опять переброшен в Крым и геройски действовал в Крымской операции. Будучи главной ударной силой 4-го Украинского фронта в этой операции, танкисты корпуса в апреле 1944 года прорвали оборону врага на Турецком вале, вышли на оперативный простор и с ходу захватили города Джанкой и Симферополь, предрешив весь исход сражения за Крым. В этих боях Шавров вновь отличился, а когда при прорыве вражеской обороны был ранен командир корпуса генерал И. Д. Васильев, несколько дней руководил его действиями до прибытия генерала, назначенного исполнять обязанности комкора.
С июня 1944 года вместе с корпусом воевал на прибалтийском направлении, участвовал в Белорусской и Прибалтийской операциях, в блокаде Курляндской группировки врага.
Проявил себя как умелым штабным руководителем, так и лично отважным офицером. Вступив в Великую Отечественную войну старшим лейтенантом, окончил её полковником. Награждён на фронте шестью боевыми орденами.

### Послевоенное время

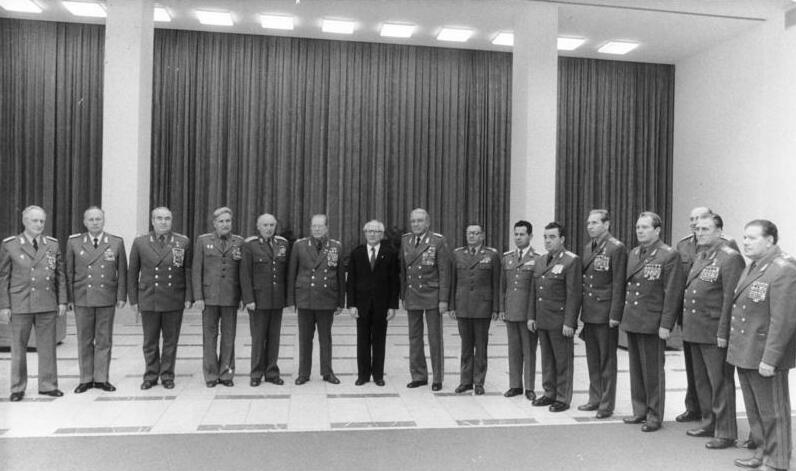
И.Е Шавров (крайний справа) на приеме у руководства ГДР. Берлин, 20 октября 1983 г.

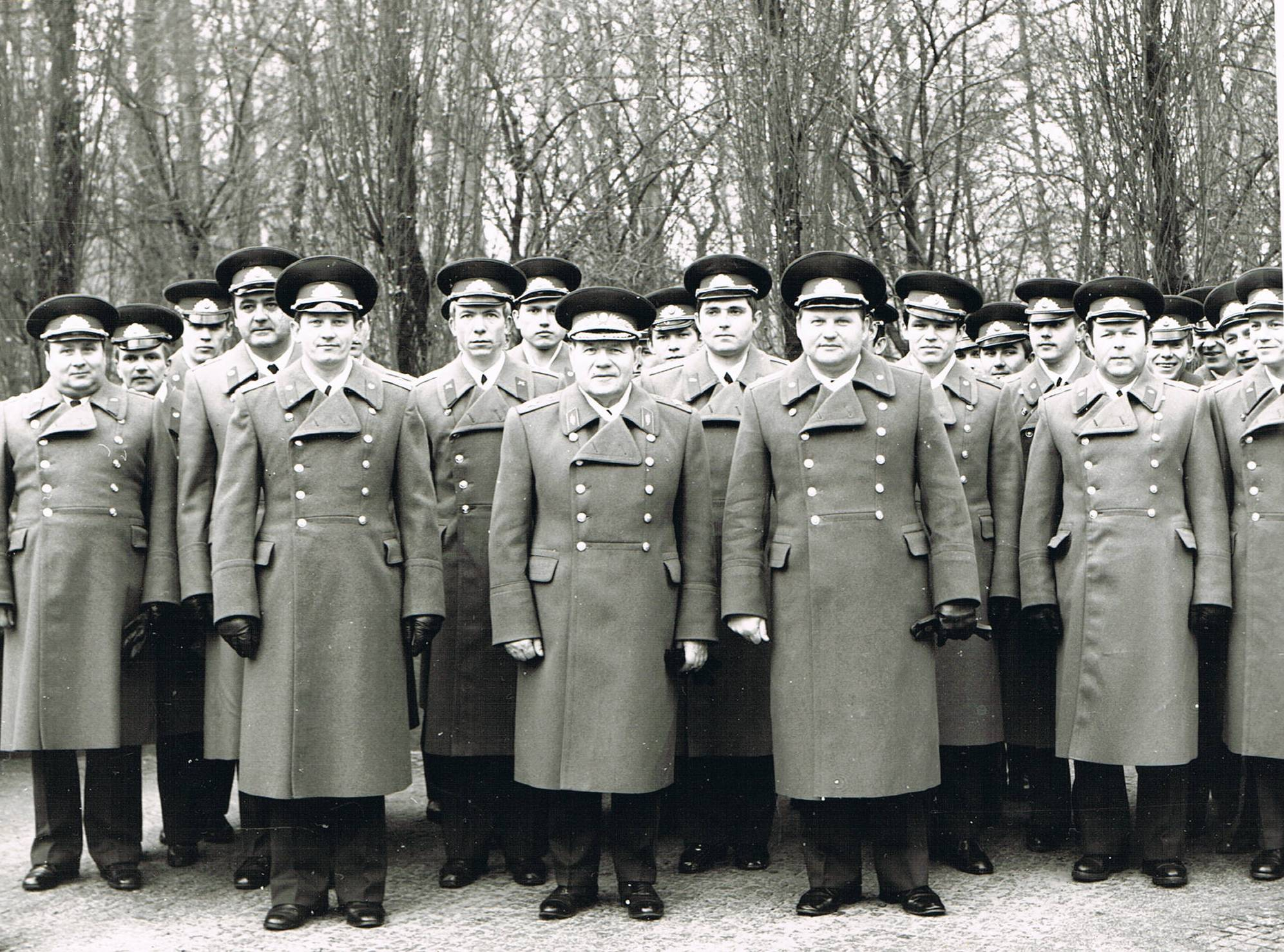
Генерал армии Шавров Иван Егорович, полковник Изотов, подполковник Сорокин М. М. и комбриг-подполковник Дорофеев А. А. с офицерами управления 6-й гв. ОМСБр. 1982 Берлин Трептов Парк.

После войны И. Е. Шавров по январь 1947 года служил начальником штаба 19-й танковой бригады в Центральной группе войск. Окончил Высшую военную академию имени К. Е. Ворошилова в декабре 1948 года. С 1949 года служил начальником оперативного отдела штаба 8-й механизированной армии Прикарпатского военного округа, с 1950 года — начальником отдела оперативной подготовки штаба бронетанковых и механизированных войск Советской Армии, с 1953 года — командиром 9-й гвардейской танковой дивизии, с июня 1956 года — первым заместителем командующего 4-й гвардейской механизированной армии и с апреля 1957 года — на той же должности после переименования этой армии в 20-ю гвардейскую армию. С декабря 1957 по март 1960 года был заместителем Главнокомандующего — начальником управления боевой подготовки Группы советских войск в Германии. Дважды окончил Высшие академические курсы при Военной академии Генерального штаба (1957, 1968).
С марта 1960 года командовал 8-й гвардейской армии в ГСВГ. С октября 1963 года — первый заместитель командующего войсками Прибалтийского военного округа. С мая 1967 года — командующий войсками Ленинградского военного округа. С февраля 1973 года — начальник Военной академии Генерального штаба. Воинское звание генерал армии присвоено указом Президиума Верховного Совета СССР от 3 ноября 1973 года. С августа 1978 года — представитель Главнокомандующего Объединёнными вооружёнными силами государств — участников Варшавского договора в Национальной народной армии Германской Демократической Республики.
Член ВКП(б) с 1940 года. Был депутатом Верховного Совета СССР 8-го созыва (1970—1974). В 1971—1976 годах — член ЦК КПСС.
С 1984 года — в Группе генеральных инспекторов Министерства обороны СССР.
С начала 1992 года — в отставке. Жил в Москве.
Скончался 29 апреля 1992 года.
Похоронен на Троекуровском кладбище Москвы.
Его именем названа улица в Витебске.

## Воинские звания
- старший лейтенант (1937)
- капитан (декабрь 1941)
- майор (апрель 1942)
- подполковник (1942)
- полковник (9.09.1943)
- генерал-майор танковых войск (31.05.1954)
- генерал-лейтенант (25.05.1959)
- генерал-полковник (22.02.1967)
- генерал армии (3.11.1973)

## Награды
- Орден Ленина (27.08.1943)
- Орден Октябрьской Революции (27.12.1982)
- Четыре ордена Красного Знамени (28.06.1943, 30.12.1956, 22.02.1968, 4.05.1972)
- Орден Суворова 2-й степени (19.03.1944)
- Два ордена Кутузова 2-й степени (16.05.1944, 29.06.1945)
- Орден Отечественной войны 1-й степени (11.03.1985)
- Два ордена Красной звезды (29.04.1942, 15.11.1950)
- Орден «За службу Родине в Вооружённых Силах СССР» 3-й степени (30.04.1975)
- Медаль «За отвагу» (29.12.1941)
- Медаль «За боевые заслуги» (6.11.1945)
- Медаль «В ознаменование 100-летия со дня рождения Владимира Ильича Ленина» (1970)
- Медаль «За оборону Сталинграда» (23.07.1943)
- Медаль «За победу над Германией в Великой Отечественной войне 1941—1945 гг.» (9 мая 1945[3])
- Юбилейная медаль «Двадцать лет Победы в Великой Отечественной войне 1941—1945 гг.» (7 мая 1965[4])
- Юбилейная медаль «Тридцать лет Победы в Великой Отечественной войне 1941—1945 гг.»[5]
- Юбилейная медаль «Сорок лет Победы в Великой Отечественной войне 1941—1945 гг.»[6]
- Медаль «Ветеран Вооружённых Сил СССР»
- Медаль «За укрепление боевого содружества»
- Юбилейная медаль «30 лет Советской Армии и Флота»[7].
- Юбилейная медаль «40 лет Вооружённых Сил СССР»[8]
- Юбилейная медаль «50 лет Вооружённых Сил СССР» (26 декабря 1967[9])
- Юбилейная медаль «60 лет Вооружённых Сил СССР» (28 января 1978[10])
- Юбилейная медаль «70 лет Вооружённых Сил СССР» (28 января 1988[11])
- Медаль «За безупречную службу» I степени

Иностранные ордена и медали
- Офицерский крест ордена Возрождения Польши (Польша, 6.10.1973)
- Орден Шарнхорста (ГДР)
- Орден Народной Республики Болгария II степени (Болгария, 14.09.1974)
- Орден Красного Знамени (Монголия, 6.07.1971)
- Медаль «Братство по оружию» (Польша, 1976)
- Медаль «Братство по оружию» в золоте (ГДР, 10.02.1976)
- Медаль «За укрепление дружбы по оружию» в золоте (ЧССР)
- Медаль «30 лет освобождения Чехословакии Советской Армией» (ЧССР, 22.08.1974)
- Медаль «90 лет со дня рождения Георгия Димитрова» (Болгария, 23.02.1974)
- Медаль «100 лет со дня рождения Георгия Димитрова» (Болгария)
- Медаль «За укрепление братства по оружию» (Болгария, 1977)
- Медаль «40 лет Победы над гитлеровским фашизмом» (Болгария, 16.05.1985)
- Медаль «30 лет Победы над милитаристской Японией» (МНР, 1975)
- Медаль «50 лет Монгольской Народной Армии» (МНР, 15.03.1971)
- Медаль «50 лет Монгольской Народной Революции» (МНР, 16.12.1971)
- Медаль «20-я годовщина Революционных Вооружённых сил Кубы» (Куба, 19.06.1978)
- Медаль «30-я годовщина Революционных Вооружённых сил Кубы» (Куба, 24.11.1986)

## Труды
- Локальные войны: история и современность / И. Е. Шавров. — М.: Воениздат, 1981. — 304 с.
- 19-й Краснознаменный Перекопский танковый корпус, 1942-1945: Военно-исторический очерк. — М.: Ягуар, 1995. — ISBN 5-88604-004-8.
- 19-й танковый корпус в боях за Крым. // Военно-исторический журнал. — 1974. — № 4. — С.62-72.
- 19-й танковый корпус в боях за Прибалтику. // Военно-исторический журнал. — 1974. — № 11. — С.56-63.
- Локальные войны и их место в локальной стратегии империализма. // Военно-исторический журнал. — 1975. — № 3. — С.57-66.; № 5. — С.90-97.
- Рейд 19-го танкового корпуса от Мелитополя до Перекопа. // Военно-исторический журнал. — 1977. — № 11. — С.78-85.